# Ermete Novelli
Ermete Novelli, född 5 mars 1851, död 30 januari 1919, var en italiensk skådespelare och teaterledare.
Novelli debuterade 1866 och ledde från 1884 eget sällskap. Hans försök 1900-02 att i Casa Goldoni i Rom driva stående teater måste av ekonomiska skäl uppges. Novelli företog från 1902 med stor framgång såväl europeiska som amerikanska turnéer. Hans verklighetsbetonade, av fantasi, temperament och mimisk uttrycksfullhet präglade framställningskonst visade sig mest framgångsrik inom komedin. Bland hans roller märks Shylock i Köpmannen i Venedig, Harpagon i Den girige, Michel Perrin, Don Cesar de BAzano, Edmond Kean, Poirier i Klädeshandlaren och hans måg och Rabagas.